# Gwenaëlle Dutel
Gwenaëlle Dutel, née à Lyon le 31 mai 1984, est une joueuse de hockey sur gazon française, évoluant au poste d'attaquant.
Elle a commencé son sport de prédilection à l'âge de 10 ans.

## Palmarès

### Équipe de France
- Championne d'Europe en salle groupe B: 2012 (à Slagelse, Danemark);
- 3e du Championnat d'Europe en salle groupe A "Élite": 2002.

### Club

#### Carrière
CREPS de Wattignies: section sports études en 2002;
Cambrai Hockey Club: 2002-2010;
Iris hockey-Club Lambersart: 2010-....

#### Victoires
- Triple championne de France (sur gazon) "Élite" avec Cambrai: 2003, 2005, et 2009;
- Sextuple championne de France (en salle) "Élite" avec Cambrai: 2004, 2005, 2006, 2007, 2008, et 2009;
- Championne de France junior sur gazon avec Cambrai: 2002 et 2003.

#### Distinctions
- Meilleure joueuse du championnat d'Europe en salle B: 2012;
- Meilleure buteuse du championnat de France "Élite" sur gazon: à plusieurs reprises;
- Meilleure buteuse du championnat de France "Élite" en salle: à plusieurs reprises;
- Meilleure buteuse du championnat de France de Nationale 1 sur gazon: 2011.